# ليوناردو راموس (لاعب كرة قدم)
ليوناردو راموس (بالإسبانية: Leonardo Ramos) (11 سبتمبر 1969 في الأوروغواي - ) هو مدرب كرة قدم ولاعب كرة قدم أوروغواني في مركز الوسط. شارك مع منتخب الأوروغواي لكرة القدم. أما مع النوادي، فقد لعب مع إستوديانتيس دي لا بلاتا وبانفيلد وبنيارول وتشاكاريتا جيونيورز وديفنسا خوستيكا وريفر بليت وفيليز سارسفيلد وكولو-كولو ونادي سالامانكا ونويفا شيكاجو وIndependiente Rivadavia ‏ وAsociación Atlética Luján de Cuyo ‏ وأتليتيكو بروغريسو ‏ ونادي أتليتيكو ألدوسيفي.

## وصلات خارجية
- ليوناردو راموس على موقع الاتحاد الدولي (مؤرشف)  (الإنجليزية)
- ليوناردو راموس على موقع قاعدة بيانات كرة القدم.إي يو (الإنجليزية)
- ليوناردو راموس على موقع ناشيونال فوتبول تيمز (الإنجليزية)
- ليوناردو راموس على موقع Soccerway.com (الإنجليزية)